# 단삼
단삼(丹蔘, red sage 또는 Chinese sage)은 꿀풀과에 속하는 여러해살이풀이다. 중국 원산이며 심어 기른다. 분마초 또는 혈생근이라고도 한다.

## 생태
높이는 40-80cm이다. 전체에 털이 밀생하며, 뿌리는 붉은색, 특이한 냄새가 나고, 약간 쓴맛이 난다. 잎은 마주나며 홑잎 또는 2회 깃꼴겹잎, 잎자루는 길고, 작은잎은 1-3쌍, 끝이 뾰족하고, 가장자리에 둔한 톱니가 있다. 꽃은 보라색, 길이 2-2.5cm, 줄기 끝에 층층으로 달리고, 화축에 선모가 밀생한다. 포는 선형, 피침형, 꽃받침은 통 모양이며 자줏빛이다. 화관은 입술 모양, 아랫입술 꽃잎은 3갈래, 가운데 갈래가 가장 길고, 끝이 오목하게 들어가며, 가장자리에 잔톱니가 있다. 수술은 꽃 밖으로 길게 나온다. 열매는 2-3개의 소견과이고 난상 원형으로 밋밋하다.

## 쓰임새
뿌리는 적색으로 동양의학에서 약재로 쓴다. 최근 연구에 따르면, 단삼의 뿌리에서 추출되는 천연 물질인 살비아놀산 A, B등은 혈액순환, 고지혈 증상 등에서 황전환경로(TS경로)를 제공함으로써 효과가 있는 것으로 알려져 있다.

## 사진
|           |    |
| 줄기와 잎 | 꽃 |

## 같이 보기
- 들깨
- 소엽

## 참고 문헌
1. ↑  (Nutrition & Metabolism Published: 06 December 2013 Activation of transsulfuration pathway by salvianolic acid a treatment: a homocysteine-lowering approach with beneficial effects on redox homeostasis in high-fat diet-induced hyperlipidemic rats Wenting Zhang, Hua He, Haidong Wang, Shijun Wang, Xi Li, Yao Liu, Huiyong Jiang, Hao Jiang, Yidan Yan, Yixuan Wang & Xiaoquan Liu )https://nutritionandmetabolism.biomedcentral.com/articles/10.1186/1743-7075-10-68
2. ↑  (PubChem - National Library of Medicine , National Center for Biotechnology Information, compound Summary - Salvianolic acid A)https://pubchem.ncbi.nlm.nih.gov/compound/Salvianolic-acid-A